# Benjamin Adam
Pour les articles homonymes, voir Adam (homonymie).
Benjamin Adam, né en 1983, est un auteur de bande dessinée et illustrateur jeunesse français. Il publie également sous le pseudonyme de Benjamin.

## Biographie
Diplômé de l’atelier d’illustration des Arts décoratifs de Strasbourg, il travaille régulièrement pour l'édition et la presse jeunesse (Actes Sud Junior, Okapi, Astrapi, Fleurus Éditions, Histoires pour les petits, Tchô…). Il a également participé au feuilleton en ligne Les Autres Gens scénarisé par Thomas Cadène.
Il a publié en 2013 Lartigues & Prévert, qui a reçu un accueil de la critique très favorable. Cet album figure dans la sélection du Prix SNCF du polar et a reçu la « Mention Spéciale du jury » de la sélection polar au Festival d'Angoulême 2014,.
Dans le cinquième numéro de La Revue dessinée paru à l'automne 2014, il dessine une enquête menée avec Catherine Le Gall sur les emprunts toxiques. En 2015, les deux auteurs remportent le prix du meilleur article financier, catégorie « journalistes confirmés », décerné par l'association Lire la société en partenariat avec la Banque de France et l'Association des journalistes économiques et financiers.
En 2016, en lien avec le festival Normandiebulle, Benjamin Adam est en résidence dans le service addictologie au CHU de Bois-Guillaume. Il y anime des ateliers, les travaux des participants sont exposés à la fin de la résidence avec les pages du journal que Benjamin Adam a tenu sur place,.
Il coscénarise, avec Thomas Cadène, et dessine Soon, sorti à l'automne 2019,,,. Réussite graphique, l'album  se déploie dans un futur où l'humanité doit faire face aux menaces suscitées par les dérèglements climatiques et les épidémies, il et résonne tout particulièrement, avec  la crise du covid19 qui suit sa sortie.

## Récompenses
- 2014 : « Mention Spéciale du jury » du jury du Prix SNCF du polar au Festival d'Angoulême 2014[5]
- 2014 : Prix du scénario pour Lartigues & Prévert[16]
- 2015 : Prix du meilleur article financier, catégorie « journalistes confirmés »[6]

## Œuvres

### Bande dessinée
Sous le pseudonyme de Benjamin
- 12 rue des ablettes, Warum, 2007
Scénario, dessin et couleurs : Benjamin Adam - (ISBN 978-2-915920-14-7)
- 2 milligrammes, Troglodyte, 2008
Scénario : Benjamin Adam[17] - Dessin et couleurs : Benjamin Adam - (ISBN 978-2-9526172-2-2)

Sous le nom de Benjamin Adam
- Ulysse, Bayard, BD Kids, 2011
Scénario : Christine Palluy - Dessin et couleurs : Benjamin Adam - (ISBN 978-2-7459-5290-5)
- Lartigues & Prévert, La Pastèque, 2013
Scénario, dessin et couleurs : Benjamin Adam - (ISBN 978-2-923841-25-0)
- Les désobéisseurs, ouvrage collectif, Vide Cocagne, 2013
Scénario et dessin : Benjamin Adam - (ISBN 979-1-09-042525-5)
- Joker, La Pastèque, 2015
Scénario et dessin : Benjamin Adam - (ISBN 9782923841793), sélection officielle du Festival d'Angoulême 2016.
- Soon[18], Dargaud, 2019
Scénario : Thomas Cadène, Benjamin Adam - Dessin : Benjamin Adam - (ISBN 9782205078749)
- UOS, éditions 2024, 2021
Scénario et dessin : Benjamin Adam - (ISBN 978-2-901000-54-9)
- Capital et Idéologie, Éditions du Seuil, 2022
Scénario : Claire Alet, d'après le livre de Thomas Piketty - Dessin : Benjamin Adam - (ISBN 978-2-02146-957-8)

### Illustration
Sauf mention contraire, tous les ouvrages ci-dessous sont illustrés par Benjamin Adam.
- 140 jeux et des brouettes pour supporter les fêtes de fin d'année, Bernard Myers, illustrations de Benjamin Adam et de Lucile Gomez, Fleurus, 2008
- 70 jeux et des brouettes pour supporter Noël en famille, Bernard Myers, illustrations de Benjamin Adam et de Lucile Gomez, Fleurus, 2008
- Les mystères, collectif Troglodyte, 2008
- À l'ombre des pirates, texte Boris Le Roy, Actes Sud junior, 2009
- Une maman dans l'école, texte Christine Palluy, Milan, 2009
- Le bureau des mots perdus, texte Roland Fuentès, Nathan, 2009
- Une graine en cadeau, texte Gilles Abier, Actes sud junior, 2010
- Le mystère des dents du jaguar, texte de Simon Quitterie et Anouk Bloch-Henry, Milan, 2011
- Le Duel des frères Flint, texte de Thomas Scotto, Actes Sud junior, 2012  (ISBN 9782330009229)
- Agent secret, texte de Olivier Muller, Gallimard jeunesse, 2014
- Bazar au Tapistan, texte Olivier Muller, Gallimard jeunesse, 2014
- Mission explosive !, texte Olivier Muller, Gallimard jeunesse, 2014
- Alerte au pschitt !, texte Olivier Muller, Gallimard jeunesse, 2015
- Héros du pôle, texte Olivier Muller, Gallimard jeunesse, 2016
- 100 % espion : le parfait manuel de l'agent secret, texte de Rémi Chaurand, et Bruno Muscat, Bayard jeunesse, 2017